# Frýdberk
Frýdberk (též Žulová) byl slezský hrad, ležící ve městě Frýdberk – nyní Žulová. Z hradu zbyl především bergfrit, který byl využit jako věž kostela. Kostel včetně hradní věže je chráněn jako kulturní památka ČR.

## Historie
Hrad Frýdberk se zmiňuje poprvé v tzv. Liber fundationis vratislavských biskupů, pocházející z doby biskupa Jindřicha I. z Vrbna (1302–1319). Podle ní u vesnice Sestrechovice vystavěl rytíř Jan z Wüstehube hrad Vridebergk. Rodu Wüstehubů patřilo i území na moravské straně hranice, zejména hrad Kolštejn (Branná), a z nově založeného hradu Frýdberka ovládal celé pohraničí mezi slezským panstvím vratislavských biskupů a Moravou resp. Čechy (Kladskem). Po celou první čtvrtinu 14. století jsou zaznamenány škody působené Janem a Jindřichem Wüstehuby různým církevním institucím ve vratislavské diecézi. Jan Wüstehube držel hrad Frýdberk roku 1325, kdy daroval část svého majetku jako pokání cisterciáckému klášteru v Kamenci (něm. Kamenz, nyní Kamieniec Ząbkowicki v Polsku) za činy svého bratra Jindřicha. Roku 1340 byl však majitelem hradu již Jindřich Haugvic a po něm do roku 1358 jeho synové Hynek a Václav, loupežní rytíři, kteří škodili zejména majetku vratislavského biskupství.
Původní dispozice hradu byla podobná jako např. u blízkého Kaltenštejna nebo Rychlebského hradu: oválné jádro obehnané zdí, volně stojící bergfrit. Polohu hradního paláce lze jen dovozovat; viditelná konstrukce se nezachovala.
Roku 1358 hrad Frýdberk i s rozsáhlým okolním panstvím za vysokou cenu odkoupil vratislavský biskup Přeclav z Pohořelé, čímž skončila jeho historie jako loupežného hnízda. Hrad se stal významným opěrným bodem biskupů, kteří pro něj jmenovali vždy purkrabího nebo hradního kapitána z místního rytířstva. Zřejmě na počátku husitských válek, za purkrabího Macka Tamfelda, bylo doplněno hradní opevnění (parkán). O tom, zda se jej dotklo ničivé tažení husitského vojska vracejícího se od obléhání Nisy v roce 1428, nejsou přímé zprávy. Za hospodářských potíží v polovině 15. století byl biskup nucen hrad i s okolím zastavit purkrabímu Mikuláši Meynholdovi (1449). Roku 1460 vyměnil Mikulášův syn Hynek zástavu Frýdberka za zástavu hradu Kaltenštejna a města Vidnavy. Již předchozího roku však biskup svěřil Frýdberk jako dědičné léno Mikuláši Kotulínskému z Kotulína. Po něm v držení hradu následovali od roku 1479 jeho synové Jan a Mikuláš (od roku 1504 jen Jan) a v letech 1515–1534 Janův syn Mikuláš. Od jeho vdovy Barbory rozené Schwetlingové odkoupil vratislavský biskup hrad zpět.
Na Frýdberk byli opět dosazováni biskupští purkrabí (prvním z nich byl Barbořin bratr Friedrich Schwetling), ačkoli hrad nebyl plně opraven a spíše chátral. Až koncem 16. století (roku 1582) dal biskup Martin Gerstmann hrad Frýdberk rozsáhle rekonstruovat, jak o tom svědčí pamětní deska, a na věži byly roku 1613 umístěny bicí hodiny. Spíše reprezentační přestavba však nepomohla ochránit hrad za třicetileté války. Hrad byl dobyt a z velké části pobořen švédským a polským vojskem roku 1639. Prostorové okolnosti neumožňovaly jeho přeměnu na moderní pevnost, a hrad proto ztratil na strategickém významu a byl jen provizorně opravován. Po nerealizovaných úvahách o jeho využití jako káznice byl roku 1703 přestavěn na pivovar.
Když byla Žulová koncem 18. století povýšena na město a usilovala o získání farnosti, věnoval roku 1805 vratislavský biskup Josef Kristián František z Hohenlohe hradní pozemek i budovy ke stavbě farního kostela sv. Josefa, který byl postaven v letech 1809–1810. Zachovaný bergfrít byl využit jako kostelní věž, k níž byla přistavěna loď. Ze dvou stran zůstala zachována obvodová zeď jádra hradu, která vymezovala hřbitov. Úřední budova pivovaru s bytem skládka byla přestavěna na faru.
V této podobě slouží kostel dodnes a jedná se o zajímavou raritu.